# Arkadi Dragomochtchenko
Arkadi Trofimovitch Dragomochtchenko (en russe : Аркадий Трофимович Драгомощенко)
est un poète, romancier et traducteur russe,
né le 3 février 1946 à Potsdam 
et mort le 12 septembre 2012 à Saint-Pétersbourg.

## Biographie
« Les "données biographiques" sont une formule d'un idiotisme absolu. Aucune biographie. Ce n'est pas avec moi que ça s'est passé et que ça se passe »

— A. Dragomochtchenko
Né en Allemagne de l'Est, il passe sa jeunesse à Vinnitsa en Ukraine, suit d'abord des études à la faculté de philologie de l'Institut pédagogique de Vinnitsa, 
avant de suivre les cours d'art dramatique à l'Institut de Théâtre, Musique et Cinéma de Leningrad.
Il va ensuite devenir, dans les années 1970, un des maîtres de l’avant-garde poétique à Saint-Pétersbourg. Il commence à publier sous forme de samizdat en 1976.
Par ailleurs, il séjourne fréquemment aux États-Unis, donnant des cours dans les universités américaines (Buffalo (New York), New York, San Diego), rencontrant des poètes américains - notamment les objectivistes, qu'il traduira en russe par la suite: 
John Ashbery, Lyn Hejinian, Charles Olson, Michael Palmer...
En 1989, il peut ainsi organiser à Saint-Pétersbourg un colloque international sur « La langue. La connaissance. La société », 
auquel participent poètes et chercheurs de tous pays: américains (Michael Davidson, Lyn Hejinian - qui l'année suivante traduira et publiera en anglais son recueil "Le ciel des Correspondances"
avant même sa parution en URSS, Barrett Watten), français (Henri Deluy et Emmanuel Hocquard)...
Il a aussi de nombreuses activités éditoriales: membre du comité de rédaction de la revue samizdat "Les Heures" (ru) à Leningrad de 1974 à 1983, il dirige de 1990 à 2000 la revue "Commentaires" («Комментарии»). 
On le voit aussi participer aux performances de son ami compositeur Sergueï Kourekhine.
Enfin il a été de 1980 à 2001 membre du jury pour le prix Andreï Biély, prix récompensant des œuvres non officielles dont il fut lui-même le lauréat en 1978.

## Œuvre
Si l'écriture de Dragomochtchenko s'inscrit dans la tradition d’Alexandre Vvédenski et des « obérioutes », elle est aujourd'hui souvent associée au courant dit "méta-réaliste" (ru) de la poésie russe, de par la richesse et le baroque de sa poésie. Syntaxe ramifiée, longues périodes, vers libres sont au service d'images fortes, de métaphores complexes, d'associations nouvelles. 
On rapproche également son œuvre de celles d’Ezra Pound, de Gertrude Stein et des objectivistes américains.

## Publications

### En russe
- (ru) Расположение среди домов и деревьев (L'Emplacement des maisons et des arbres), Léningrad,‎ 1978 (roman)
- (ru) Небо соответствий (Le Ciel des Correspondances), Léningrad, Советский писатель,‎ 1990 (poèmes)
- (ru) Ксении (Xenia), Saint-Pétersbourg, Борей-Art;Митин журнал,‎ 1993 (poèmes)
- (ru) Под подозрением, Saint-Pétersbourg, Борей-Art,‎ 1994
- (ru) Фосфор (Phosphore), Saint-Pétersbourg, Северо-Запад,‎ 1994 (proses, articles, essais, poèmes)
- (ru) Китайское солнце (Soleil chinois), Saint-Pétersbourg, Борей-Art;Митин журнал,‎ 1997 (roman)
- (ru) Описание : Избранные стихи, Saint-Pétersbourg, Гуманитарная академия,‎ 2000 (poèmes)
- (ru) На берегах исключенной реки (Sur les rives de la rivière exclue), О. Г. И.,‎ 2005, 80 p. (ISBN 978-5-94282-337-5) (poèmes)
- (ru) Безразличия : Рассказы, повесть, Saint-Pétersbourg, Борей-Art,‎ 2007 (récits)
- (ru) Тавтология (Tautologie) : Стихотворения, эссе, Новое литературное обозрение,‎ 2011, 456 p. (ISBN 978-5-86793-845-1) (poèmes, essais) avec une préface d'Alexandre Skidan.
- (ru) Устранение неизвестного : Избранная проза, Новое литературное обозрение,‎ 2013 (proses)

### Textes disponibles en français
- « Arkadi Dragomochtchenko », Cahier du Refuge, cipM, no 36,‎ juin 1994 (ISSN 1148-652X)
- [ROBEL 1998] « Arkadi Dragomochtchenko », dans Panorama poétique de la Russie d’aujourd’hui – Dix-huit poètes à voix basse  (trad. Léon Robel), Le Cri, 1998 (ISBN 2-87106-195-5), p. 47-68 (extraits de Xenia)

## Distinctions
- Premier prix Andreï Biély en prose (1978), pour son roman "L'emplacement des maisons et des arbres"